# Trilophonota caerulilineata
Trilophonota caerulilineata är en fjärilsart som beskrevs av George Francis Hampson 1898. Trilophonota caerulilineata ingår i släktet Trilophonota och familjen nattflyn. Inga underarter finns listade i Catalogue of Life.